# Florian Leopold Gassmann
Floriano Leopold Gassmann (Most, 3 maggio 1729 – Vienna, 20 gennaio 1774) è stato un compositore austriaco di transizione tra barocco e classicismo.

## Biografia
Iniziò a studiare musica con Johann Woborschill presso l'istituto gesuita di Chomutov e successivamente si recò in Italia, dove fu allievo di Padre Martini. Iniziò la sua attività operistica con la messa in scena dell'opera Merope il 26 dicembre del 1756 al Teatro San Moisè di Venezia. Fu grande amico di Christian Joseph Lidarti.
Dal 1757 al 1762 scrisse un'opera ogni anno per la stagione di Carnevale a Venezia e nel 1757 fu direttore del coro delle ragazze del Conservatorio degli incurabili. Molti dei libretti usati furono scritti dal commediografo veneziano Carlo Goldoni.
Nel 1763 si recò a Vienna per prendere il posto di compositore del balletto di corte, dove entrò nelle grazie dell'imperatore Giuseppe II. Nel 1764 Gassmann diventò compositore da camera dell'Imperatore e nel 1772 maestro di cappella di corte.
Nel 1766 Gassmann incontrò il giovane Antonio Salieri a Venezia, il quale fu invitato da esso a seguirlo a Vienna, dove diventò suo allievo. Salieri rimase a Vienna, dove nel 1774, dopo la morte di Gassmann, venne nominato compositore di corte. Invece il posto di maestro di cappella fu occupato dal compositore Giuseppe Bonno.
Nel 1771 Gassmann fondò la Tonkünstlersozietät (società degli artisti musicali), in seguito denominata Wiener Tonkünstler-Orchester, la quale si occupò dell'organizzazione degli eventi musicali per il pubblico viennese. Questa istituzione sociale, inoltre, si prendeva cura delle vedove e degli orfani dei membri deceduti. In occasione della fondazione della società Gassmann compose l'oratorio La Betulia liberata.
Nel 1774 Gassmann morì a causa delle conseguenze di un incidente che subì durante il suo ultimo viaggio in Italia.
Le due figlie di Gassmann, Anna Fux e Therese Rosenbaum, furono entrambe famose cantanti formate da Salieri; la più giovane, Therese, ebbe particolare successo come interprete di Wolfgang Amadeus Mozart.

## Opere
Sono note 20 opere di Gassmann. L'anno e la città si riferiscono alla prima rappresentazione.
- Merope (libretto di Apostolo Zeno, opera seria, 1756, Teatro San Moisè di Venezia)
- L'Issipile (libretto di Pietro Metastasio, opera seria, 1757, Teatro San Moisè di Venezia)
- Gli uccellatori (libretto di Carlo Goldoni, dramma giocoso, 1759, Venezia)
- Filosofia in amore (libretto di Carlo Goldoni, dramma giocoso, 1760, Venezia)
- Catone in Utica (libretto di Pietro Metastasio, opera seria, 1761, Venezia)
- Ezio (libretto di Pietro Metastasio, opera seria, 1761, Firenze)
- Un pazzo ne fa cento (dramma giocoso, 1762, Venezia)
- L'olimpiade (libretto di Pietro Metastasio, opera seria, 1764, Kärntnertortheater di Vienna)
- Il trionfo d'amore (libretto di Pietro Metastasio, azione teatrale, 1765, Vienna)
- Achille in Sciro (libretto di Pietro Metastasio, opera seria, 1766, Venezia)
- Il viaggiatore ridicolo (libretto di Carlo Goldoni, dramma giocoso, 1766, Kärntnertortheater di Vienna)
- L'amore artigiano (libretto di Carlo Goldoni, dramma giocoso, 1767, Burgtheater di Vienna)
- Amore e Psiche (libretto di Marco Coltellini, opera seria, 1767, Burgtheater di Vienna) con Venanzio Rauzzini
- La notte critica (libretto di Carlo Goldoni, opera buffa, 1768, Vienna)
- L'opera seria (libretto di Ranieri de' Calzabigi e Pietro Metastasio, commedia per musica, 1769, Vienna)
- La contessina (libretto di Marco Coltellini, da Carlo Goldoni, dramma giocoso, 1770, Nové Město na Moravě)
- Il filosofo innamorato (libretto di Marco Coltellini, dramma giocoso, 1771, Vienna)
- Le pescatrici (libretto di Carlo Goldoni, dramma giocoso, 1771, Vienna)
- Don Quischott von Mancia (libretto di Giovanni Battista Lorenzi, commedia, 1771, Vienna)
- I rovinati (libretto di Giovanni Antonio Gastone Boccherini, 1772, Vienna)
- La casa di campagna (libretto di Giovanni Antonio Gastone Bocchierini, 1773, Vienna)